# Luigi Donato
Luigi Donato (final do século XV - início do século XVI) foi um pintor italiano, conhecido por fazer peças de altares, atividade que exerceu na cidade de Como, na Itália.

## Biografia
De acordo com Luigi Lanzi, ele foi um pupilo de Vincenzo Civerchio Por volta de 1495, Donato pinto um grande políptico, o qual encontra-se em Ancona di Moltrasio.